# Cleomella
Cleomella és un gènere de plantes angiospermes de la família de les cleomàcies (Cleomaceae). Són plantes natives d'Amèrica del Nord, des del Canadà central fins a Mèxic.

## Descripció
Són plantes herbàcies perennes o anuals, freqüentment pudents, habitualment de tiges erectes, però en alguns casos són decumbents. Les fulles acostumen a ser compostes, palmatífides amb tres folíols, tot i que en poden ser més. Les flors són petites, amb quatre pètals desiguals, convoluts i grocs. L'androceu, de vegades sobre un androginòfor, acostuma a tenir per 6 estams, en alguns casos 4. El fruit és una càpsula dehiscent.

## Taxonomia
Aquest gènere va ser publicat per primer cop l'any 1824 al primer volum de a l'obra Prodromus systematis naturalis regni vegetabilis, sive, Enumeratio contracta ordinum generum specierumque plantarum huc usque cognitarium, juxta methodi naturalis, normas digesta pel botànic suís Augustin Pyramus de Candolle (1778-1841).

### Espècies
Dins del gènere Cleomella es reconeixen les 22 espècies següents:
- Cleomella angustifolia Torr.
- Cleomella arborea (Nutt.) Roalson & J.C.Hall
- Cleomella brevipes S.Watson
- Cleomella californica (Greene) Roalson & J.C.Hall
- Cleomella hillmanii A.Nelson
- Cleomella jaliscensis E.Villegas & R.Delgad.
- Cleomella jonesii (J.F.Macbr.) J.C.Hall & Roalson
- Cleomella longipes Torr.
- Cleomella lutea (Hook.) Roalson & J.C.Hall
- Cleomella mexicana Moc. & Sessé ex DC.
- Cleomella multicaulis (DC.) J.C.Hall & Roalson
- Cleomella obtusifolia Torr. & Frém.
- Cleomella oxystyloides Roalson, J.C.Hall & Riser
- Cleomella palmeri (A.Gray) J.C.Hall & Roalson
- Cleomella palmeriana M.E.Jones
- Cleomella parviflora A.Gray
- Cleomella perennis Iltis
- Cleomella platycarpa (Torr.) Roalson & J.C.Hall
- Cleomella plocasperma S.Watson
- Cleomella refracta (Engelm.) J.C.Hall & Roalson
- Cleomella serrulata (Pursh) Roalson & J.C.Hall
- Cleomella sparsifolia (S.Watson) J.C.Hall & Roalson

### Sinònims
Els següents noms científics són sinònims heterotípics de Cleomella:
- Isomeris Nutt.
- Isopara Raf.
- Oxystylis Torr. & Frém.
- Peritoma DC.
- Wislizenia Engelm.